# Іван Стринич
Іван Стринич (хорв. Ivan Strinić; нар.17 липня 1987, СФРЮ) — хорватський футболіст, захисник. Грав за національну збірну Хорватії.

## Клубна кар'єра
Навчання футболу Іван проходив в академії футбольного клубу «Хайдук» (Спліт), вихованцем якої він був до 2006 року. Проте його доросла кар'єра розпочаласьне на батьківщині, а у Франції, куди Стринич відправився влітку 2006 року. З клубом «Ле Ман» захисник підписав першу професійну угоду, тривалість якої склала один сезон. Проте за основу французького клубу Іван так і не дебютував, обмежившись грою за дублюючу команду.

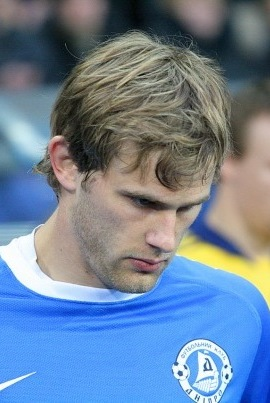
Іван Стринич під час виступів за «Дніпро». 2011 рік.

Влітку 2007 року Іван Стринич повернувся на батьківщину, до Хорватії. Він уклав професійну угоду з клубом «Хрватскі Драговоляц». Протягом сезону 2007/08 Іван взяв участь в 22 матчах і забив 1 м'яч у чемпіонаті, а вже влітку 2008 року захисник підписав трирічний контракт з рідним «Хайдуком». За два з половиною роки Іван провів 51 матч у чемпіонаті, забивши 4 м'ячі і в сезоні 2009/10 виграв з командою Кубок Хорватії.
27 січня 2011 року Стринич підписав чотирирічний контракт з «Дніпром». За деякими даними, сума трансферу склала 4 мільйони євро. Вже у своєму дебютному матчі за український клуб 6 березня 2011 року, проти сімферопольської «Таврії» (2:2), відзначився забитим голом з 30-ти метрів. З сезону 2011/12 став основним гравцем дніпропетровського клубу і за «Дніпро» хорват провів 112 поєдинків у всіх турнірах. У грудні 2014 року Стринич оголосив, що він не буде продовжувати свій контракт з клубом, який закінчувався наприкінці того місяця.
5 січня 2015 року підписав чотирирічний контракт із зарплатою близько 1,5 мільйонів євро за сезон з італійським «Наполі». 18 січня 2015 року він дебютував за клуб у матчі Серії А проти «Лаціо» (0:1). Втім у неаполітанській команді хорват програв конкуренцію Фаузі Гуляму і основним гравцем так і не став.
31 серпня 2017 року Іван за 2 млн. євро перейшов у «Сампдорію», підписавши річний контракт. Втім і у цій команді Стринич основним не був.
27 травня 2018 року Іван оголосив про підписання контракту з італійським «Міланом», угоду було підтверджено клубом 2 липня. Утім у серпні 2018 року у гравця було діагностовано проблеми із серцем, які принаймні на певний час не дозволяли йому виходити на футбольне поле. У січні наступного 2019 року він почав потрапляти до заявки команди на ігри, утім так й не дебютував у її складі. У серпні 2019 року було повідомлено про розірвання контракту гравця з «Міланом» за згодою сторін.

## Виступи за збірні
2002 року дебютував у складі юнацької збірної Хорватії, взяв участь у 30 іграх на юнацькому рівні, відзначившись одним забитим голом.
Протягом 2008–2009 років залучався до складу молодіжної збірної Хорватії. На молодіжному рівні зіграв у 2 офіційних матчах.
19 травня 2010 року дебютував в офіційних іграх у складі національної збірної Хорватії в товариському матчі проти Австрії (1:0). 
З тих пір він регулярно був основним лівим захисником збірної Хорватії. Він у складі збірної Хорватії на Євро-2012 у Польщі та Україні, де він зіграв усі три матчі на груповому етапі. Він зробив асист на Маріо Манджукича в матчі проти Італії (1:1), принісши нічию своїй команді. Згодом Стринич був основним гравцем під час кваліфікаційних матчів до чемпіонату світу 2014 року в Бразилії, проте на сам турнір не поїхав через травму суглобу..
Втім на наступних Євро-2016 у Франції та чемпіонаті світу 2018 року у Росії знову був основним гравцем і в обох випадках допомагав команді вийти з групи, а на світовій першості — дійти до фіналу змагання, в якому хорвати зі Стриничем у складі поступилися 2:4 збірній Франції.

## Статистика виступів

### Статистика клубних виступів
Станом на 24 серпня 2019 року
| Сезон                                | Команда                              | Чемпіонат                            | Чемпіонат | Чемпіонат | Національний кубок | Національний кубок | Національний кубок | Континентальні кубки | Континентальні кубки | Континентальні кубки | Інші змагання | Інші змагання | Інші змагання | Усього | Усього | Усього |
| Сезон                                | Команда                              | Ліга                                 | Ігор      | Голів     | Ліга               | Ігор               | Голів              | Ліга                 | Ігор                 | Голів                | Ліга          | Ігор          | Голів         | Ігор   | Голів  |        |
| ------------------------------------ | ------------------------------------ | ------------------------------------ | --------- | --------- | ------------------ | ------------------ | ------------------ | -------------------- | -------------------- | -------------------- | ------------- | ------------- | ------------- | ------ | ------ | ------ |
| 2006–07                              | «Ле Ман Б»                           | АЧФ (IV)                             | 11        | 0         | -                  | -                  | -                  | -                    | -                    | -                    | -             | -             | -             | 11     | 0      |        |
| 2007–08                              | «Хрватскі Драговоляц»                | 2Л (ІІ)                              | 22        | 1         | КХ                 | 0                  | 0                  | -                    | -                    | -                    | -             | -             | -             | 22     | 1      |        |
| 2008–09                              | «Хайдук» (Спліт)                     | 1Л                                   | 17        | 0         | КХ                 | ?                  | ?                  | КУЄФА                | 3                    | 1                    | -             | -             | -             | 20+    | 1+     |        |
| 2009–10                              | «Хайдук» (Спліт)                     | 1Л                                   | 22        | 4         | КХ                 | ?                  | ?                  | ЛЄ                   | 1                    | 0                    | -             | -             | -             | 23+    | 4+     |        |
| 2010–11                              | «Хайдук» (Спліт)                     | 1Л                                   | 12        | 0         | КХ                 | ?                  | ?                  | ЛЄ                   | 9                    | 0                    | СХ            | 1             | 0             | 22+    | 0+     |        |
| Усього за «Хайдук» (Спліт)           | Усього за «Хайдук» (Спліт)           | Усього за «Хайдук» (Спліт)           | 51        | 4         |                    | ?                  | ?                  |                      | 13                   | 1                    |               | 1             | 0             | 65+    | 5+     |        |
| 2010–11                              | «Дніпро» (Дніпропетровськ)           | ПЛ                                   | 6         | 2         | КУ                 | 0                  | 0                  | -                    | -                    | -                    | -             | -             | -             | 27     | 2      |        |
| 2011–12                              | «Дніпро» (Дніпропетровськ)           | ПЛ                                   | 24        | 2         | КУ                 | 2                  | 0                  | ЛЄ                   | 1                    | 0                    | -             | -             | -             | 27     | 2      |        |
| 2012–13                              | «Дніпро» (Дніпропетровськ)           | ПЛ                                   | 23        | 0         | КУ                 | 3                  | 0                  | ЛЄ                   | 9                    | 0                    | -             | -             | -             | 35     | 0      |        |
| 2013–14                              | «Дніпро» (Дніпропетровськ)           | ПЛ                                   | 24        | 0         | КУ                 | 0                  | 0                  | ЛЄ                   | 4                    | 0                    | -             | -             | -             | 28     | 0      |        |
| 2014–15                              | «Дніпро» (Дніпропетровськ)           | ПЛ                                   | 8         | 0         | КУ                 | 2                  | 0                  | ЛЧ+ЛЄ                | 0+6                  | 0                    | -             | -             | -             | 16     | 0      |        |
| Усього за «Дніпро» (Дніпропетровськ) | Усього за «Дніпро» (Дніпропетровськ) | Усього за «Дніпро» (Дніпропетровськ) | 85        | 4         |                    | 7                  | 0                  |                      | 20                   | 0                    |               | -             | -             | 112    | 4      |        |
| 2014–15                              | «Наполі»                             | A                                    | 9         | 0         | КІ                 | 2                  | 0                  | ЛЧ+ЛЄ                | -                    | -                    | СІ            | -             | -             | 11     | 0      |        |
| 2015–16                              | «Наполі»                             | A                                    | 5         | 0         | КІ                 | 2                  | 0                  | ЛЄ                   | 6                    | 0                    | -             | -             | -             | 13     | 0      |        |
| 2016–17                              | «Наполі»                             | A                                    | 12        | 0         | КІ                 | 3                  | 0                  | ЛЧ                   | 0                    | 0                    | -             | -             | -             | 15     | 0      |        |
| Усього за «Наполі»                   | Усього за «Наполі»                   | Усього за «Наполі»                   | 26        | 0         |                    | 7                  | 0                  |                      | 6                    | 0                    |               | -             | -             | 39     | 0      |        |
| 2017–18                              | «Сампдорія»                          | A                                    | 17        | 0         | КІ                 | 1                  | 0                  | -                    | -                    | -                    | -             | -             | -             | 18     | 0      |        |
| 2018–19                              | «Мілан»                              | A                                    | 0         | 0         | КІ                 | 0                  | 0                  | ЛЄ                   | 0                    | 0                    | СІ            | 0             | 0             | 0      | 0      |        |
| Усього за кар'єру                    | Усього за кар'єру                    | Усього за кар'єру                    | 212       | 9         |                    | 15                 | 0                  |                      | 39                   | 1                    |               | 1             | 0             | 267    | 10     |        |

### Статистика виступів за збірну
Станом на 24 серпня 2019 року
| Дата       | Місто                   | Господарі          | Результат             | Гості              | Турнір                | Голи | Примітки  |
| ---------- | ----------------------- | ------------------ | --------------------- | ------------------ | --------------------- | ---- | --------- |
| 19-5-2010  | Клагенфурт-ам-Вертерзеє | Австрія            | 0 – 1                 | Хорватія           | товариський матч      | -    |           |
| 23-5-2010  | Осієк                   | Хорватія           | 2 – 0                 | Уельс              | товариський матч      | -    |           |
| 26-5-2010  | Таллінн                 | Естонія            | 0 – 0                 | Хорватія           | товариський матч      | -    | 46'       |
| 3-9-2010   | Рига                    | Литва              | 0 – 3                 | Хорватія           | Відбір до ЧЄ 2012     | -    |           |
| 7-9-2010   | Загреб                  | Хорватія           | 0 – 0                 | Греція             | Відбір до ЧЄ 2012     | -    |           |
| 9-10-2010  | Тель-Авів-Яфо           | Ізраїль            | 1 – 2                 | Хорватія           | Відбір до ЧЄ 2012     | -    |           |
| 12-10-2010 | Загреб                  | Хорватія           | 2 – 1                 | Норвегія           | товариський матч      | -    |           |
| 9-2-2011   | Пула                    | Хорватія           | 4 – 2                 | Чехія              | товариський матч      | -    | 46'       |
| 26-3-2011  | Тбілісі                 | Грузія             | 1 – 0                 | Хорватія           | Відбір до ЧЄ 2012     | -    |           |
| 29-3-2011  | Сен-Дені                | Франція            | 0 – 0                 | Хорватія           | товариський матч      | -    | 24' 46'   |
| 10-8-2011  | Дублін                  | Ірландія           | 0 – 0                 | Хорватія           | товариський матч      | -    |           |
| 2-9-2011   | Аттард                  | Мальта             | 1 – 3                 | Хорватія           | Відбір до ЧЄ 2012     | -    |           |
| 6-9-2011   | Загреб                  | Хорватія           | 3 – 1                 | Ізраїль            | Відбір до ЧЄ 2012     | -    | 76'       |
| 7-10-2011  | Афіни                   | Греція             | 2 – 0                 | Хорватія           | Відбір до ЧЄ 2012     | -    |           |
| 11-10-2011 | Рієка                   | Хорватія           | 2 – 0                 | Латвія             | Відбір до ЧЄ 2012     | -    |           |
| 25-5-2012  | Пула                    | Хорватія           | 3 – 1                 | Естонія            | товариський матч      | -    |           |
| 2-6-2012   | Осло                    | Норвегія           | 1 – 1                 | Хорватія           | товариський матч      | -    | 46'       |
| 10-6-2012  | Познань                 | Ірландія           | 1 – 3                 | Хорватія           | ЧЄ 2012               | -    |           |
| 14-6-2012  | Познань                 | Італія             | 1 – 1                 | Хорватія           | ЧЄ 2012               | -    |           |
| 18-6-2012  | Гданськ                 | Хорватія           | 0 – 1                 | Іспанія            | ЧЄ 2012               | -    | 53'       |
| 15-8-2012  | Спліт                   | Хорватія           | 2 – 4                 | Швейцарія          | товариський матч      | -    | 46'       |
| 7-9-2012   | Загреб                  | Хорватія           | 1 – 0                 | Північна Македонія | Відбір до ЧС 2014     | -    |           |
| 11-9-2012  | Брюссель                | Бельгія            | 1 – 1                 | Хорватія           | Відбір до ЧС 2014     | -    |           |
| 12-10-2012 | Скоп'є                  | Північна Македонія | 1 – 2                 | Хорватія           | Відбір до ЧС 2014     | -    |           |
| 16-10-2012 | Осієк                   | Хорватія           | 2 – 0                 | Уельс              | Відбір до ЧС 2014     | -    | 81'       |
| 6-2-2013   | Лондон                  | Хорватія           | 4 – 0                 | Південна Корея     | товариський матч      | -    | 46'       |
| 22-3-2013  | Загреб                  | Хорватія           | 2 – 0                 | Сербія             | Відбір до ЧС 2014     | -    | 82'       |
| 26-3-2013  | Суонсі                  | Уельс              | 1 – 2                 | Хорватія           | Відбір до ЧС 2014     | -    | 73'       |
| 7-6-2013   | Загреб                  | Хорватія           | 0 – 1                 | Шотландія          | Відбір до ЧС 2014     | -    | 70'       |
| 10-6-2013  | Женева                  | Хорватія           | 0 – 1                 | Португалія         | товариський матч      | -    | 50'       |
| 11-10-2013 | Загреб                  | Хорватія           | 1 – 2                 | Бельгія            | Відбір до ЧС 2014     | -    |           |
| 15-10-2013 | Единбург                | Шотландія          | 2 – 0                 | Хорватія           | Відбір до ЧС 2014     | -    |           |
| 4-9-2014   | Пула                    | Хорватія           | 2 – 0                 | Кіпр               | товариський матч      | -    |           |
| 27-5-2016  | Копривниця              | Хорватія           | 1 – 0                 | Молдова            | товариський матч      | -    |           |
| 4-6-2016   | Рієка                   | Хорватія           | 10 – 0                | Сан-Марино         | товариський матч      | -    |           |
| 12-6-2016  | Париж                   | Туреччина          | 0 – 1                 | Хорватія           | ЧЄ 2016 - 1-й етап    | -    | 80'       |
| 17-6-2016  | Сент-Етьєн              | Чехія              | 2 – 2                 | Хорватія           | ЧЄ 2016 - 1-й етап    | -    | 90+3'     |
| 25-6-2016  | Ланс                    | Хорватія           | 0 – 1 д.ч.            | Португалія         | ЧЄ 2016 - 1/8 фіналу  | -    |           |
| 5-9-2016   | Загреб                  | Хорватія           | 1 – 1                 | Туреччина          | Відбір до ЧС 2018     | -    |           |
| 9-11-2017  | Загреб                  | Хорватія           | 4 – 1                 | Греція             | Відбір до ЧС 2018     | -    |           |
| 12-11-2017 | Афіни                   | Греція             | 0 – 0                 | Хорватія           | Відбір до ЧС 2018     | -    |           |
| 24-3-2018  | Маямі                   | Перу               | 2 – 0                 | Хорватія           | товариський матч      | -    |           |
| 8-6-2018   | Осієк                   | Хорватія           | 2 – 1                 | Сенегал            | товариський матч      | -    |           |
| 16-6-2018  | Калінінград             | Хорватія           | 2 – 0                 | Нігерія            | ЧС 2018 - 1-й етап    | -    |           |
| 21-6-2018  | Нижній Новгород         | Аргентина          | 0 – 3                 | Хорватія           | ЧС 2018 - 1-й етап    | -    |           |
| 1-7-2018   | Нижній Новгород         | Хорватія           | 1 – 1 д.ч. (3-2 п.п.) | Данія              | ЧС 2018 - 1/8 фіналу  | -    | 81'       |
| 7-7-2018   | Сочі                    | Росія              | 2 – 2 д.ч. (3-4 п.п.) | Хорватія           | ЧС 2018 - чвертьфінал | -    | 38' - 74' |
| 11-7-2018  | Москва                  | Хорватія           | 2 – 1 д.ч.            | Англія             | ЧС 2018 - півфінал    | -    | 95'       |
| 15-7-2018  | Москва                  | Франція            | 4 – 2                 | Хорватія           | ЧС 2018 - Фінал       | -    | 82'       |
| Усього     |                         | Матчів             | 49                    |                    | Голів                 | 0    |           |

## Титули і досягнення
- Володар Кубка Хорватії (1):

«Хайдук»: 2009-10
- Віце-чемпіон світу: 2018